# Euplesia sphingidea
Euplesia sphingidea är en fjärilsart som beskrevs av Perty 1833. Euplesia sphingidea ingår i släktet Euplesia och familjen björnspinnare. Inga underarter finns listade i Catalogue of Life.